# 쿠에
쿠에(인도네시아어: kue)는 인도네시아의 여러 가지 주전부리 음식이다. 찐 것, 튀긴 것, 구운 것 등이 있다.

## 이름
인도네시아어 "쿠에(kue)"의 어원은 민난어 "꾸에(kóe/粿)"이다. 동원어로 말레이시아어 "쿠이(kuih)"와 싱가포르 영어 "쿠에(kueh)"가 있다.

## 종류
크게 쿠에 바사(kue basah)와 쿠에 크링(kue kering)으로 구분할 수 있다.# 인도네시아어 "바사(basah)"는 "젖은"이라는 뜻으로, "쿠에 바사(젖은 쿠에)"는 쌀떡 등 물기가 있는 쿠에들을 가리킨다. 인도네시아어 "크링(kering)"은 "마른"이라는 뜻으로, "쿠에 크링(마른 쿠에)"는 오븐에 굽거나 튀겨 만든 과자 같은 쿠에들을 가리킨다.
인도네시아에서는 서양식 페이스트리를 "쿠에 파스트리(kue pastri)"로, 케이크를 "쿠에 볼루(kue bolu)"라 부르기도 한다. 인도네시아어 "볼루(bolu)"의 어원은 "케이크"를 뜻하는 포르투갈어 "볼루(bolo)"이다.

### 쿠에 바사
- 쿠에 그툭(kue getuk)
- 쿠에 나가사리(kue nagasari)
- 쿠에 다다르 굴룽(kue dadar gulung)
- 쿠에 도돌(kue dodol)
- 쿠에 라피스 르깃(kue lapis legit)
- 쿠에 라피스(kue lapis)
- 쿠에 루피스(kue lupis)
- 쿠에 르망(kue lemang)
- 쿠에 름프르(kue lemper)
- 쿠에 리솔(kue risol)
- 쿠에 마르타박(kue martabak)
- 쿠에 마양(kue mayang)
- 쿠에 망쿡(kue mangkuk)
- 쿠에 바창(kue bacang)
- 쿠에 박피아(kue bakpia)
- 쿠에 볼루 판단(kue bolu pandan)
- 쿠에 부기스(kue bugis)
- 쿠에 비카 암본(kue bika ambon)
- 쿠에 스라비(kue serabi)
- 쿠에 아름아름(kue arem-arem)
- 쿠에 아시다(kue asida)
- 쿠에 아페(kue ape)
- 쿠에 아픔(kue apem)
- 쿠에 온데온데(kue onde-onde)
- 쿠에 옹골옹골(kue ongol-ongol)
- 쿠에 와직(kue wajik)
- 쿠에 추추르(kue cucur)
- 쿠에 쿠(kue ku)
- 쿠에 클레폰(kue klepon)
- 쿠에 트랑 불란(kue terang bulan)
- 쿠에 팀판(kue timpan)
- 쿠에 푸투(kue putu)
- 쿠에 피상 고렝(kue pisang goreng)

### 쿠에 크링
- 쿠에 가핏(kue gapit)
- 쿠에 나스타르(kue nastar)
- 쿠에 레크르(kue leker)
- 쿠에 바게아(kue bagea)
- 쿠에 방킷(kue bangkit)
- 쿠에 슴프롱(kue semprong)
- 쿠에 케주(kue keju)
- 쿠에 파스텔(kue pastel)
- 쿠에 푸트리 살주(kue putri salju)

## 같이 보기
- 쿠이